# Ariadnefabrik
Ariadnefabrik war eine informelle Literaturzeitschrift in Ost-Berlin von 1986 bis 1989.

## Geschichte
1986 gründete der junge Autor Rainer Schedlinski zusammen mit Andreas Koziol die alternative Literaturzeitschrift Ariadnefabrik. Die Anregung dazu kam vom Dichter Sascha Anderson, der, wie auch Schedlinskis Führungsoffizier  der Meinung war, dass dies eine gute Möglichkeit sei, diesem eine gute Reputation in der alternativen Lyrikszene für seine MfS-Tätigkeit zu verschaffen.

„Den Titel entnahmen wir einem Gedicht von Sascha Anderson (…) Was wir für unser Heft suchten, waren theoretische Texte, die, wie auch Poesie, ihre innere Bewegung durch den Eigensinn formaler Prozesse erzeugen; die nicht faktisch in Gedanken über die Dinge erstarren, sondern die Tatsachen in sich FORTLEBEN, um damit selbst Tatsachen zu schaffen, und Sprache zum Handeln zu bewegen.“

Die Hefte erschienen vierteljährlich mit einem Umfang von etwa 60 Seiten und einer Auflage von etwa 100 Exemplaren. Sie enthielten vor allem Essays mit lyriktheoretischen Überlegungen, sowie Gedichte, dazu einige Grafiken und/oder schwarz-weiß-Fotografien. Die Texte waren mit Schreibmaschine, später mit Computer geschrieben und wurden mechanisch vervielfältigt.
Die Ariadnefabrik veröffentlichte Texte vor allem junger Lyriker wie Elke Erb, Gabriele Kachold, Bert Papenfuß-Gorek, Uwe Kolbe, Rainer Schedlinski und Andreas Koziol, aber auch von Gerhard Wolf.
Sie war eine wichtige Publikationsmöglichkeit für junge DDR-Dichter.
1989 erschienen die letzten Ausgaben. 1990 wurde ein Rückblick herausgegeben.
Erst 1992 wurde bekannt, dass der Hauptinitiator Rainer Schedlinski über den gesamten Zeitraum für das MfS tätig war und ausführliche Berichte über viele Mitstreiter verfasst hatte.